# SchilliX
SchilliX ist eine Live-CD mit einem in Form einer auf OpenSolaris basierenden Distribution gestalteten Betriebssystem. Der Initiator von SchilliX ist der cdrecord-Entwickler Jörg Schilling, woher auch der Name rührt.

## Geschichte
Die Idee zu SchilliX entstand im Jahr 2003 aus dem Wunsch, eine Live-CD mit Solaris ähnlich Knoppix zu erstellen. Da Solaris damals nicht quelloffen war, wurde im Herbst 2003 Kontakt zu Sun-Mitarbeitern aufgenommen und Gespräche mit ihnen auf der Sun-Network-Conferenz im Dezember 2003 im ICC Berlin geführt. Im Frühjahr 2004 zeichnete sich ab, dass eine Open-Source-Version von Solaris bevorsteht. Kurze Zeit nach dem Start des OpenSolaris-Pilot-Programms am 14. September 2004 war den Teilnehmern der jeweils freigegebene Open-Source-Anteil von Solaris zugänglich. Die Arbeiten an SchilliX konnten beginnen, und Ende Januar 2005 war die erste interne Vorabversion von SchilliX bootfähig.
Die erste externe Version von SchilliX wurde am 17. Juni 2005, nur drei Tage nach dem Beginn des OpenSolaris-Projektes als erste OpenSolaris-Distribution überhaupt von den Entwicklern Jörg Schilling, Fabian Otto, Thomas Blaesing und Tobias Kirschstein veröffentlicht. Als Lizenz für SchilliX dient, wie auch bei OpenSolaris selbst, die CDDL.
SUN selbst brachte erst danach die Open-Solaris-Distribution Solaris Express: Community Release mit grafischer Benutzeroberfläche KDE und Gnome auf den Markt, das zur Kompilierung das nicht mitgelieferte freie SunStudio erforderte.

## Ziele
Anfangs wurde bei SchilliX der Fokus auf die Beschleunigung der Ladevorgänge gesetzt, wodurch die Distribution bis zur am 2. März 2006 veröffentlichten Version 0.5.1 über keine grafische Benutzeroberfläche verfügte. Auch in der aktuellen Ausgabe muss X.Org-Server manuell gestartet werden, ist aber Bestandteil der Distribution. Das System kann auch auf einer Festplatte oder einem USB-Stick installiert werden.
Nach der Veröffentlichung von Version 0.7.1 Ende August 2010 hat die Projektleitung angekündigt, wegen der faktischen Einstellung von OpenSolaris durch Oracle, zukünftig auf den OpenSolaris-Fork Illumos als Basis zu setzen. Eine entsprechende Version 0.7.1i wurde kurz darauf am 6. September vorgestellt. Sie setzt eine DVD als Datenträger voraus und ist als Version zum Herunterladen mit LZMA2 komprimiert.
Die auf Illumos basierende SchilliX-0.7.2-Version ist die erste auf OpenSolaris basierende Distribution, die neben dem SunStudio-Compiler und Java keine weiteren Closed-Source-Werkzeuge mehr benötigt. Dies gelang durch die Entwicklung eines OpenSource-K&R-C-Präprozessors, der von rpcgen, DTrace und dem Assembler zur Funktion benötigt wird. Damit kann OpenSolaris nun als self-hosting bezeichnet werden.
Seit dem Dezember 2010 betreibt das Schillix-Projekt ein Unterprojekt Schillix-ON als eigenen OpenSolaris-Fork. Die Ziele dieses Unterprojektes sind größtmögliche Nähe zu Solaris und POSIX-Schnittstellen, Erreichung von 100 % Open Source in der OpenSolaris-Basis, sowie die Unabhängigkeit von Firmeninteressen. Mit der am 27. August 2012 veröffentlichten Version 0.8 erschien die erste Version, die auf Schillix-ON basiert.